# العلاقات الألبانية اللاوسية
العلاقات الألبانية اللاوسية هي العلاقات الثنائية التي تجمع بين ألبانيا ولاوس.

## مقارنة بين البلدين
هذه مقارنة عامة ومرجعية للدولتين:
| وجه المقارنة                                              | ألبانيا                                                    | لاوس        |
| --------------------------------------------------------- | ---------------------------------------------------------- | ----------- |
| المساحة (كم2)                                             | 28.75 ألف                                                  | 236.80 ألف  |
| عدد السكان (نسمة)                                         | 3.02 مليون                                                 | 6.86 مليون  |
| الكثافة السكانية (ن./كم²)                                 | 105.04                                                     | 28.97       |
| العاصمة                                                   | تيرانا                                                     | فيينتيان    |
| اللغة الرسمية                                             | اللغة الألبانية                                            | اللغة اللاو |
| العملة                                                    | ليك ألباني                                                 | كيب لاوي    |
| الناتج المحلي الإجمالي (بليون دولار)                      | 13.04 مليار                                                | 16.85 مليار |
| الناتج المحلي الإجمالي (تعادل القوة الشرائية) بليون دولار | 33.17 مليار                                                | 38.71 مليار |
| الناتج المحلي الإجمالي الاسمي للفرد دولار أمريكي          | 3.94 ألف                                                   | 1.82 ألف    |
| الناتج المحلي الإجمالي للفرد دولار أمريكي                 | 11.11 ألف                                                  |             |
| مؤشر التنمية البشرية                                      | 0.764                                                      | 0.575       |
| رمز المكالمات الدولي                                      | +355                                                       | +856        |
| رمز الإنترنت                                              | .al                                                        | .la         |
| المنطقة الزمنية                                           | توقيت وسط أوروبا، ت ع م+01:00، ت ع م+02:00، أوروبا/تيرانا ‏ | ت ع م+07:00 |

## منظمات دولية مشتركة
يشترك البلدان في عضوية مجموعة من المنظمات الدولية، منها:
| علم المنظمة | اسم المنظمة                        | تاريخ انضمام ألبانيا | تاريخ انضمام لاوس |
| ----------- | ---------------------------------- | -------------------- | ----------------- |
|             | مؤسسة التنمية الدولية              | 15 أكتوبر 1991       | 28 أكتوبر 1963    |
|             | منظمة حظر الأسلحة الكيميائية       | ?                    | ?                 |
|             | الأمم المتحدة                      | 14 ديسمبر 1955       | 14 ديسمبر 1955    |
|             | منظمة الشرطة الجنائية الدولية      | ?                    | ?                 |
|             | وكالة ضمان الاستثمار متعدد الأطراف | 15 أكتوبر 1991       | 5 أبريل 2000      |
|             | مؤسسة التمويل الدولية              | 15 أكتوبر 1991       | 29 يناير 1992     |
|             | البنك الدولي للإنشاء والتعمير      | 15 أكتوبر 1991       | 5 يوليو 1961      |
|             | يونسكو                             | 16 أكتوبر 1958       | 9 يوليو 1951      |

## وصلات خارجية
- موقع وزارة الخارجية الألبانية